# The Delinquents
The Delinquents è un film statunitense scritto e diretto da Robert Altman nel 1957.
Film d'esordio del regista, in Italia è inedito.